# مؤشر حالة التغذية

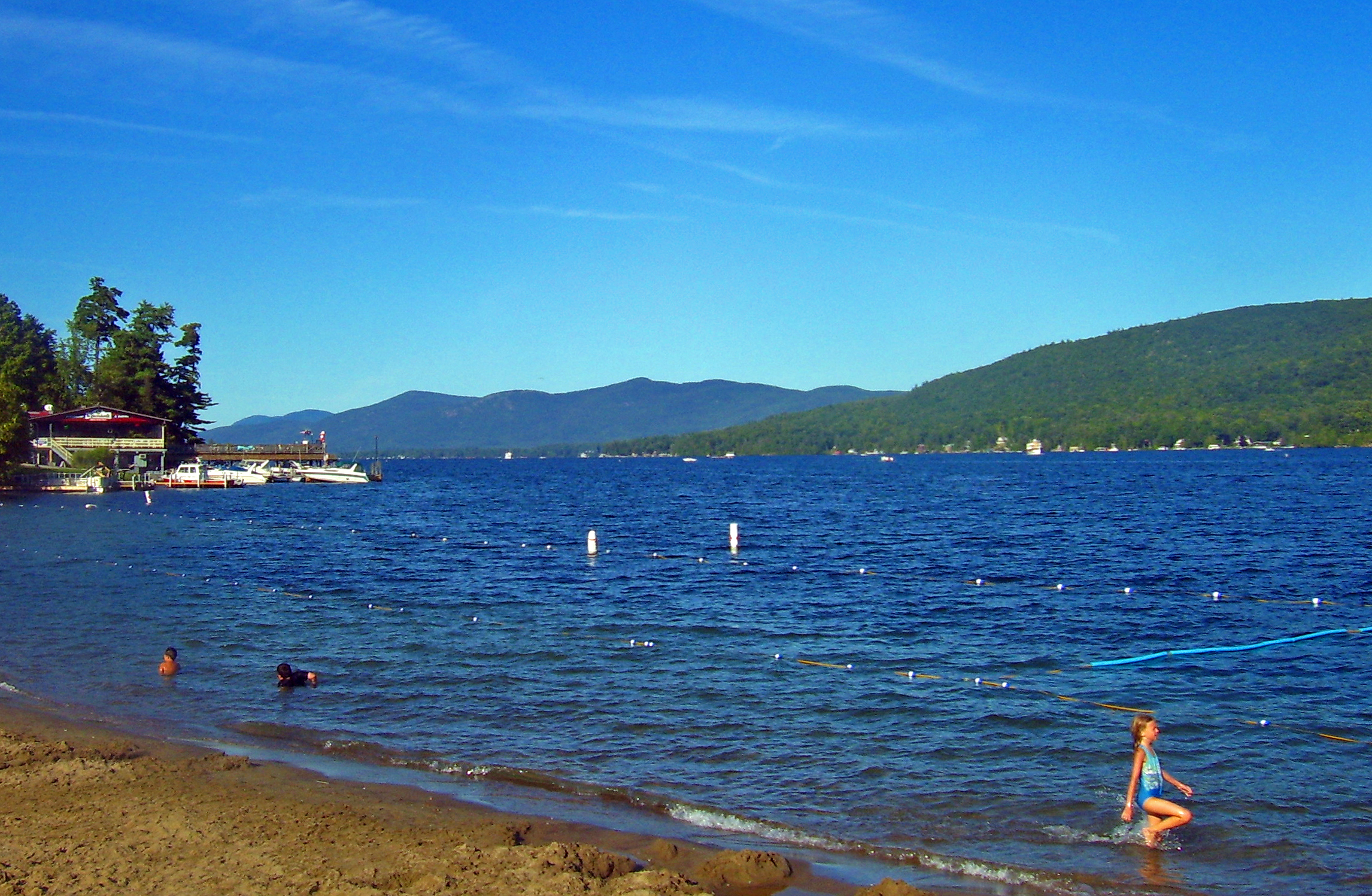
تُعتبر بحيرة جورج في نيويورك بحيرة قليلة التغذية.

مؤشر حالة التغذية أو مؤشر الحالة الغذائية (بالإنجليزية: Trophic state index) وتُعرف اختصارًا بـ TSI، هو نظام مصمم لتصنيف المسطحات المائية على أساس مقدار النشاط البيولوجي الذي تحافظ عليه. على الرغم من أن مصطلح «مؤشر التغذية» يطبق عادة على البحيرات، إلا أنه يمكن فهرسة هذا المصطلح أي جسم مائي سطحي.
يتم تصنيف هذا المؤشر لجسم الماء على مقياس من صفر إلى مائة. وتحت تعريف هذا المقياس يمكن تعريف المسطحات المائية على النحو التالي:
- قليل التغذية (ويُقاس من 0–40، مع أقل كمية من الإنتاجية البيولوجية، ونوعية المياه «جيدة»).
- مُعتدل التغذية (ويقاس من 40-60، وجود مستوى معتدل من النشاط البيولوجي، ونوعية المياه «المعتدلة»).
- حسن التغذية (ويُقاس من 60-100، وجود أكبر قدر من النشاط البيولوجي، نوعية المياه «فقيرة»).

إن كميات النيتروجين والفوسفور والمواد المغذية المفيدة بيولوجيًا هي المحددات الرئيسية لمؤشر حالة التغذية للجسم المائي. تميل العناصر الغذائية مثل النيتروجين والفوسفور إلى الحد من الموارد في المسطحات المائية الدائمة، لذلك تميل التركيزات الزائدة إلى زيادة نمو النبات، تليها الزيادات الطبيعية في المستويات الغذائية اللاحقة. وبالتالي، قد يتم استخدام مؤشر التغذية في بعض الأحيان لإجراء تقدير تقريبي للحالة البيولوجية للأجسام المائية.

## مؤشر كارلسون لحالة التغذية
اقترح روبرت كارلسون مؤشر كارلسون في ورقته البحثية المختصرة لعام 1977، «مؤشر حالة التغذية للبحيرات». وهو أحد مؤشرات التغذية الأكثر استخدامًا، إذ تستخدمه وكالة حماية البيئة الأمريكية على سبيل المثال. تُعرّف الحالة الغذائية بأنها الوزن الإجمالي للكتلة الحيوية في مسطح مائي معين عند القياس. ولأنها مصدر قلق عام، يستخدم مؤشر كارلسون كتلة الطحالب الحيوية بمثابة مُصنّف موضوعي للبحيرة أو مؤشر حالة تغذية آخر للمسطح المائي. وفقًا لوكالة حماية البيئة الأمريكية، يجب استخدام مؤشر كارلسون فقط مع البحيرات التي تحتوي على عدد قليل نسبيًا من النباتات ذات الجذور ومصادر عكورة المياه غير الطحلبية.

### متغير المؤشر العددي
يمكن استخدام ثلاثة مؤشرات مستقلة لحساب مؤشر كارلسون، وذلك نظرًا لميلها إلى الارتباط: أصباغ اليخضور، إجمالي الفوسفور وعمق سيتشي. من المحتمل أن يعطي اليخضور من بين هؤلاء الثلاثة القياس الأكثر دقة، وذلك لأنه أكثر المؤشرات دقة في حساب الكتلة الحيوية. قد يُقدم مؤشر الفوسفور تقديرًا أكثر دقة لحالة التغذية الصيفية في مسطح مائي من مؤشر اليخضور إذا جرت القياسات خلال فصل الشتاء. أخيرًا، ربما يكون عمق سيتشي هو المقياس الأقل دقة، ولكنه أيضًا الأرخص والأنجع. ونتيجةً لذلك، غالبًا ما تستخدم برامج مراقبة المواطنين والاستطلاعات الأخرى أو الدراسات الاستقصائية واسعة النطاق عمق سيتشي. من خلال ترجمة قيم شفافية قرص سيتشي التي تُمثل بدءًا من الرقم 2 على محور عينات المقياس اللوغاريتمي، تُمثل كل مضاعفة متتالية للكتلة الحيوية بمثابة مؤشر قياسي صحيح كامل. يشير عمق سيتشي، الذي يقيس شفافية المياه، إلى تركيز المواد المذابة والجسيمات المعلقة في الماء، والتي يمكن استخدامها بدورها لاشتقاق الكتلة الحيوية. يُعبر عن هذه العلاقة في المعادلة التالية:
{\displaystyle \left({\frac {1}{z}}\right)\left(\ln {\frac {I_{0}}{I_{z}}}\right)=k_{w}+\alpha C}
حيث z = العمق الذي يختفي عنده القرص،
I0 : هي شدة الضوء الذي يضرب سطح الماء،
Iz : هي حوالي 10% من I0  وتعتبر ثابتة،
kw: هو معامل امتصاص الماء والمواد المذابة للضوء،
α: يُعامل على أنه ثابت يُقاس بواحدة متر مربع لكل ميللي غرام و
C: هو تركيز الجسيمات المعلقة مُقاسًا بواحدة الميللي غرام لكل متر مكعب.

## عوامل مؤشر التغذية
يمكن لكل من العوامل الطبيعية والبشرية أن تؤثر على بحيرة أو مؤشر تغذية آخر لمسطح مائي. قد يعاني المسطح المائي الموجود في منطقة غنية بالمغذيات ذات إنتاجية أولية صافية من فرط المغذيات بشكل طبيعي. ستزيد المغذيات التي تُنقل إلى المسطحات المائية من مصادر غير محددة مثل الجريان السطحي الزراعي والأسمدة السكنية والصرف الصحي، من كتلة الطحالب الحيوية، بل ويمكن أن تتسبب بسهولة في تحويل بحيرة قليلة التغذية إلى بحيرة حسنة التغذية.